# Blaesoxipha gracilis
Blaesoxipha gracilis är en tvåvingeart som beskrevs av Thomas Pape 1994. Blaesoxipha gracilis ingår i släktet Blaesoxipha och familjen köttflugor.
Artens utbredningsområde är South Carolina. Inga underarter finns listade i Catalogue of Life.